# Смирнов, Евгений Васильевич (художник)
Евгений Васильевич Смирнов (19 января 1914, Михайлов, Рязанская область — 31 июля 1974, Москва) — русский и советский художник, инструктор и мастер спорта по альпинизму, врач, участник Великой Отечественной войны.

## Биография
Родился в семье портного. С четырёх до семи лет учился в иконописной школе. В 1929 году в возрасте пятнадцати лет один уехал получать образование в Москву. Под наставничеством академика Н. Г. Сперанского начал изучать медицину и в 1931 году поступил в 1-й Московский медицинский институт. С этого же времени начал учиться в Художественном институте имени В.И. Сурикова. Первые работы художника были показаны на выставке «20 лет РККА» в 1938 году.
В начале 1930-х годов начал заниматься альпинизмом. В 1934 году на заседании Горной секции ВЦСПС познакомился с В. Абалаковым и под его руководством совершал восхождения на Памире и Кавказе. Участвовал в восхождениях и экспедициях с М. Хергиани, Л. Кельсом, Н. Гусаком, Л. Коротаевой и другими спортсменами того времени, изучал и наносил на карты горные хребты и ледники Памира и Тянь-Шаня. Постоянно развивал технику и приемы живописи в сложных полевых и климатических условиях горных районов и Крайнего Севера.
В годы Великой Отечественной войны служил врачом на Калининском фронте. Участвовал в боях за Смоленск. В 1941 году принял участие в организации горнострелковой бригады под руководством генерала Леселидзе. Принял участие в Битве за Кавказ в составе 46-й армии Закавказского фронта. Получил ранение в рукопашном бою под Орджоникидзе, куда был сброшен в составе десантной группы. В феврале 1943 года в составе штурмового отряда альпинистов участвовал в снятии фашистских флагов с Эльбруса. 13 февраля советский флаг был водружён на западной вершине группой под руководством Н. А. Гусака, а 17 февраля — на восточной, группой под руководством А. М. Гусева. Закончил войну в звании капитана. Награждён медалью «За отвагу».
После войны продолжал заниматься живописью. С 1961 года принят в члены Союза Художников СССР. Большое количество работ — пейзажи долин и гор юга, северных районов СССР, где проходили экспедиции, и где любил бывать Евгений Васильевич. Тема русского севера была особенно близка для художника. Более 30 лет он посещал различные поселения в Поморье, где родилась целая серия пейзажей таких как «Северная Русь», «Голубые зори», «Начало белых ночей», «Ровах», «Пути в Мангазею», «Салма очистилась».
За время своего творчества разработал авторскую технику подготовки холста и грунта, а также научился приготовлять краски с повышенной временной стойкостью на основе каустиковых смол.
Работы художника выставлены в Англии, Испании, Франции, Японии и Китае, находятся в частных коллекциях и музеях бывших республик СССР.